# دیکس هیلز (نیویورک)
دیکس هیلز (به انگلیسی: Dix Hills) یک منطقهٔ مسکونی در ایالات متحده آمریکا است که در شهرستان سافک، نیویورک واقع شده‌است. دیکس هیلز ۴۱٫۳ کیلومتر مربع مساحت و ۲۶٬۸۹۲ نفر جمعیت دارد و ۶۲ متر بالاتر از سطح دریا واقع شده‌است.